# Xgl

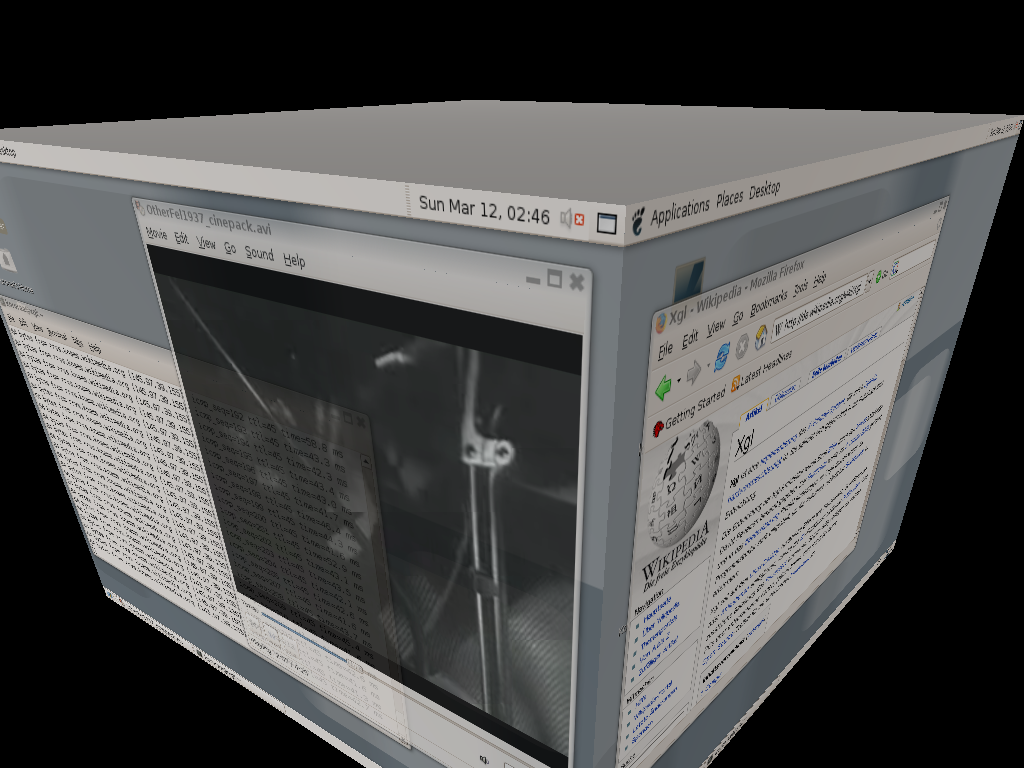
Один из эффектов Xgl — «куб»

Xgl — это архитектура X-сервера, использующая прорисовку через OpenGL с помощью glitz. Её преимущества можно оценить на современных видеокартах с их драйверами OpenGL, поддерживающими аппаратное ускорение во всех приложениях Х, OpenGL и XVideo и графические эффекты на композитном оконном менеджере (как Compiz). В мае 2006 года Xgl, Compiz и графические средства настройки были включены в SuSE Linux 10.1 (Xgl по умолчанию отключён). Также Xgl может быть очень легко установлен на Ubuntu 6.06 (Dapper) из собранных пакетов с неофициальных репозиториев, доступны ebuild'ы для Gentoo Linux и pkgbuild для Arch Linux.

## История

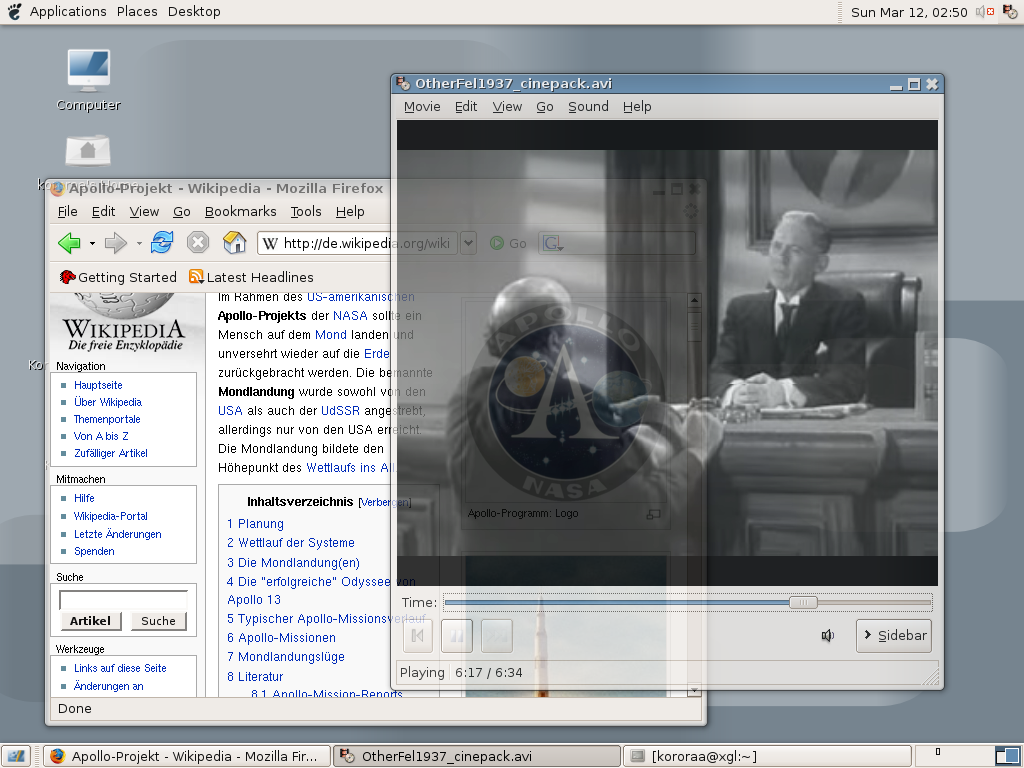
Прозрачность в Xgl

Сначала Xgl разрабатывался публично, существовали списки рассылки, но потом долгое время, до 2 января 2006 года исходный код был закрыт. После этого код снова стал доступен и включены в freedesktop.org. В феврале 2006 года сервер приобрёл большую популярность после того, как Novell продемонстрировала рабочий стол, который использует Xgl с такими визуальными эффектами, как прозрачные окна и вращающийся трёхмерный рабочий стол. Эффекты были реализованы в композитном менеджере glxcompmgr, который сейчас уже не разрабатывается, поскольку в нём много проблем, связанных с взаимодействием композитного менеджера и оконного менеджера. Дэвид Рейвман создал альтернативное решение — Compiz, первый композитный оконный менеджер на OpenGL.